# Boophis opisthodon
Boophis opisthodon (Boulenger, 1888) è una rana della famiglia Mantellidae, endemica del Madagascar.

## Descrizione
Le dimensioni di Boophis opisthodon vanno da 52 a 57 mm per i maschi e sino a 85 mm per le femmine. Il dorso è di colore marrone chiaro uniforme mentre il ventre è color crema.

## Distribuzione e habitat
La specie è endemica del Madagascar. La si può osservare sul versante orientale e sud-orientale dell'isola, dalla penisola di Masoala sino a Toliara, dal livello del mare sino a 550 m di altitudine.